# Жулега, Григорий Прохорович
Григорий Прохорович Жулега (01.01.1921, Гомельская область — 22.06.1973) — помощник командира взвода пешей разведки 35-го гвардейского стрелкового полка, гвардии старший сержант.

## Биография
Родился 1 января 1921 года в деревне Старая Дуброва Октябрьского района Гомельской области. Белорус. Работал слесарем на заводе. В армии с 1940 года.
Участник Великой Отечественной войны с августа 1941 года. Участвовал в обороне Мурманска и Петсамо-Киркенесской операции. 
Помощник командира взвода пешей разведки 35-го гвардейского стрелкового полка гвардии старший сержант Г. П. Жулега 11 июня 1944 года в районе озера Чапр во главе группы захвата, пройдя сложную систему обороны противника, проник в траншею, поразил 4 противников и одного взял в качестве «языка», который дал ценные сведения. 18 июня 1944 года приказом № 022 по 10-й гвардейской стрелковой дивизии награждён орденом Славы 3-й степени.
8 октября 1944 года близ населённого пункта Луостари Г. П. Жулега с бойцами отбил контратаку вражеской группы, которая пыталась захватить штаб полка, где находилось Боевое Знамя части, уберёг мост от взрыва. 14 октября 1944 года Г. П. Жулега с группой разведчиков проник в тыл противника в 4 километрах юго-западнее города Петсамо, взорвал автомашину с гитлеровцами, троих пленил. 24 ноября 1944 года приказом № 0306 по 14-й армии награждён орденом Славы 2-й степени.
С января 1945 года сражался на 2-м Белорусском фронте. Участвовал в Восточно-Померанской и Берлинской операциях. 6 марта 1945 года у населённого пункта Бессвитц во главе 15 разведчиков проник в расположение врага, уничтожил пулемёт и 6 противников, захватил четырёх «языков». 7 марта 1945 года с группой из 9 человек ворвался на железнодорожную станцию Пильн и гранатами подбил 2 бронемашины врага, а также истребил 22 фашиста и захватил двух «языков».
Указом Президиума Верховного Совета СССР от 29 июня 1945 года старший сержант Жулега Григорий Прохорович награждён орденом Славы 1-й степени.
С 1946 года в запасе. В 1955 году окончил Могилёвскую среднюю сельскохозяйственную школу по подготовке председателей колхозов. Был агрономом, затем заведующим животноводческой фермой колхоза Правдинского района Калининградской области. Жил в посёлке Крылово Правдинского района Калининградской области. Умер 22 июня 1973 года.
Награждён орденами Красного Знамени, Красной Звезды, Славы 1-й, 2-й и 3-й степени, медалями.